# Gunnar Andersen (saut à ski)
Pour les articles homonymes, voir Gunnar Andersen et Andersen.
Gunnar Andersen, né le 26 février 1909 et décédé le 26 juin 1988,  est un sauteur à ski norvégien, champion du monde en 1930.

## Palmarès

### Championnats du monde
| Épreuve / Édition | [[Championnats du monde de ski nordique 1930\|Oslo 1930]] |
| Individuel        | Or                                                        |